# Superliga Brasileira de Voleibol Feminino de 2020–21 - Série A
A Superliga Brasileira de Voleibol Feminino de 2020–21 - Série A foi a 26.ª edição desta competição organizada pela Confederação Brasileira de Voleibol através da Unidade de Competições Nacionais. Também será a 42.ª edição do Campeonato Brasileiro de Voleibol Feminino, a principal competição entre clubes de voleibol feminino do Brasil.

## Regulamento
A fase classificatória da competição será disputada por doze equipes em dois turnos. Em cada turno, todos os times jogarão entre si uma única vez. Os jogos do segundo turno serão realizados na mesma ordem do primeiro, apenas com o mando de quadra invertido.
Os oito clubes primeiros colocados se classificam para os play-offs. Nesta fase, a vitória por 3-0 ou 3-1 garante três pontos para o ganhador e nenhum ponto para o perdedor. Já com o placar de 3-2, o ganhador da partida soma dois pontos e o perdedor um. Os dois últimos colocados serão rebaixados para a Série B 2020.
Na seguinte ordem serão os critérios de desempate:número de vitórias,sets average, pontos average; confronto direto (no caso de empate entre duas equipes) e por último sorteio. Os play-offs serão divididos em três fases - quartas-de-final, semi-finais e final.
Nas quartas-de-final haverá um cruzamento entre as equipes com os melhores índices técnicos seguindo a lógica: 1ª x 8ª (A); 2ª x 7ª(B); 3ª x 6ª(C) e 4ª x 5ª(D). Estas jogarão partidas em melhor de 3 (jogos), sendo um mando de campo para cada e o jogo de desempate, caso necessário, no ginásio da equipe com o melhor índice técnico da fase classificatória.
As semifinais serão disputadas pelas equipes que passaram das quartas-de-final, seguindo a lógica: vencedora do duelo A x vencedora do duelo D; vencedora do duelo B x vencedora do duelo C. Estas jogarão novamente partidas em melhor de 3 (jogos), sendo um mando de campo para cada e o jogo de desempate, caso necessário, no ginásio da equipe com o melhor índice técnico da fase classificatória.
As vencedoras se classificam para a final, que será por melhor de 3 jogos no estado do primeiro colocado da fase classificatória. A terceira e a quarta colocações foram definidas pelo melhor índice técnico da fase classificatória.
Os sets do torneio foram disputados até 25 pontos com a diferença mínima de dois pontos (com exceção do quinto set, que foi vencido pela equipe que fizesse 15 pontos com pelo menos dois de diferença). Ocorreram paradas técnicas no 8º e no 16º pontos da equipe que primeiro os alcançaram.

## Equipes participantes
Doze equipes disputam o título da Superliga Feminina de 2020/2021- Série A. São elas:
| Equipe                     | Cidade               | Pos. temporada 2019/20 | Ginásio                     | Capacidade | Títulos | Sesi/Vôlei Bauru São Caetano Brasília Vôlei Minas Pinheiros Barueri SJ dos Pinhais Praia Clube Osasco Curitiba Vôlei Rio de Janeiro: Rio de Janeiro Fluminense FlamengoSuperliga Brasileira de Voleibol Feminino de 2020–21 - Série A (Brasil) |
| -------------------------- | -------------------- | ---------------------- | --------------------------- | ---------- | ------- | --- |
| SESC/Flamengo Rio [FLA]    | Rio de Janeiro       | 2º/10º (Superliga A)   | Ginásio Hélio Maurício      | 1.000      | 12      | Sesi/Vôlei Bauru São Caetano Brasília Vôlei Minas Pinheiros Barueri SJ dos Pinhais Praia Clube Osasco Curitiba Vôlei Rio de Janeiro: Rio de Janeiro Fluminense FlamengoSuperliga Brasileira de Voleibol Feminino de 2020–21 - Série A (Brasil) |
| Curitiba Vôlei             | Curitiba             | 8º (Superliga A)       | Ginásio do Colégio Positivo | 1 800      | 0       | Sesi/Vôlei Bauru São Caetano Brasília Vôlei Minas Pinheiros Barueri SJ dos Pinhais Praia Clube Osasco Curitiba Vôlei Rio de Janeiro: Rio de Janeiro Fluminense FlamengoSuperliga Brasileira de Voleibol Feminino de 2020–21 - Série A (Brasil) |
| Osasco                     | Osasco               | 3º (Superliga A)       | José Liberatti              | 4 500      | 5       | Sesi/Vôlei Bauru São Caetano Brasília Vôlei Minas Pinheiros Barueri SJ dos Pinhais Praia Clube Osasco Curitiba Vôlei Rio de Janeiro: Rio de Janeiro Fluminense FlamengoSuperliga Brasileira de Voleibol Feminino de 2020–21 - Série A (Brasil) |
| Praia Clube                | Uberlândia           | 2º (Superliga A)       | Arena Praia                 | 3 000      | 1       | Sesi/Vôlei Bauru São Caetano Brasília Vôlei Minas Pinheiros Barueri SJ dos Pinhais Praia Clube Osasco Curitiba Vôlei Rio de Janeiro: Rio de Janeiro Fluminense FlamengoSuperliga Brasileira de Voleibol Feminino de 2020–21 - Série A (Brasil) |
| Pinheiros                  | São Paulo            | 9º (Superliga A)       | Henrique Villaboim          | 1 100      | 0       | Sesi/Vôlei Bauru São Caetano Brasília Vôlei Minas Pinheiros Barueri SJ dos Pinhais Praia Clube Osasco Curitiba Vôlei Rio de Janeiro: Rio de Janeiro Fluminense FlamengoSuperliga Brasileira de Voleibol Feminino de 2020–21 - Série A (Brasil) |
| São Caetano[SCA]           | São Caetano do Sul   | 12º (Superliga A)      | Lauro Gomes                 | 5 000      | 1       | Sesi/Vôlei Bauru São Caetano Brasília Vôlei Minas Pinheiros Barueri SJ dos Pinhais Praia Clube Osasco Curitiba Vôlei Rio de Janeiro: Rio de Janeiro Fluminense FlamengoSuperliga Brasileira de Voleibol Feminino de 2020–21 - Série A (Brasil) |
| São José dos Pinhais [HER] | São José dos Pinhais | 4º (Superliga B)       | Ginásio Ney Braga           | 1 100      | 1       | Sesi/Vôlei Bauru São Caetano Brasília Vôlei Minas Pinheiros Barueri SJ dos Pinhais Praia Clube Osasco Curitiba Vôlei Rio de Janeiro: Rio de Janeiro Fluminense FlamengoSuperliga Brasileira de Voleibol Feminino de 2020–21 - Série A (Brasil) |
| Fluminense                 | Rio de Janeiro       | 7º (Superliga A)       | Ginásio da Hebraica         | 1 000      | 2       | Sesi/Vôlei Bauru São Caetano Brasília Vôlei Minas Pinheiros Barueri SJ dos Pinhais Praia Clube Osasco Curitiba Vôlei Rio de Janeiro: Rio de Janeiro Fluminense FlamengoSuperliga Brasileira de Voleibol Feminino de 2020–21 - Série A (Brasil) |
| Itambé Minas               | Belo Horizonte       | 1º (Superliga A)       | Arena Minas                 | 3 650      | 3       | Sesi/Vôlei Bauru São Caetano Brasília Vôlei Minas Pinheiros Barueri SJ dos Pinhais Praia Clube Osasco Curitiba Vôlei Rio de Janeiro: Rio de Janeiro Fluminense FlamengoSuperliga Brasileira de Voleibol Feminino de 2020–21 - Série A (Brasil) |
| Brasília Vôlei             | Brasília             | 1º (Superliga B)       | Sesi Taguatinga             | 1 000      | 0       | Sesi/Vôlei Bauru São Caetano Brasília Vôlei Minas Pinheiros Barueri SJ dos Pinhais Praia Clube Osasco Curitiba Vôlei Rio de Janeiro: Rio de Janeiro Fluminense FlamengoSuperliga Brasileira de Voleibol Feminino de 2020–21 - Série A (Brasil) |
| Sesi/Vôlei Bauru           | Bauru                | 4º (Superliga A)       | Panela de Pressão           | 2 000      | 0       | Sesi/Vôlei Bauru São Caetano Brasília Vôlei Minas Pinheiros Barueri SJ dos Pinhais Praia Clube Osasco Curitiba Vôlei Rio de Janeiro: Rio de Janeiro Fluminense FlamengoSuperliga Brasileira de Voleibol Feminino de 2020–21 - Série A (Brasil) |
| São Paulo/Barueri[SPFC]    | Barueri              | 6º (Superliga A)       | José Corrêa                 | 5 000      | 0       | Sesi/Vôlei Bauru São Caetano Brasília Vôlei Minas Pinheiros Barueri SJ dos Pinhais Praia Clube Osasco Curitiba Vôlei Rio de Janeiro: Rio de Janeiro Fluminense FlamengoSuperliga Brasileira de Voleibol Feminino de 2020–21 - Série A (Brasil) |

Notas
[SPFC] A equipe do São Paulo FC fará parceria com o Barueri.
[HER] O Pinhais, 4º colocado herdou a vaga do Itajaí e do ADC Bradesco, respectivamente 2º e 3º colocados da Superliga Brasileira de Voleibol Feminino de 2020 - Série B e devido a desistência do Valinhos.
[FLA] O FLA  e o SESC que terminaram a temporada passada em 2º e 10º respectivamente se fundiram.
[SCA] O São Caetano foi rebaixado, porém devido a desistência de Itajaí, ADC Bradesco e Valinhos permaneceu na elite.

## Fase classificatória

### Classificação
- Vitória por 3 sets a 0 ou 3 a 1: 3 pontos para o vencedor;
- Vitória por 3 sets a 2: 2 pontos para o vencedor e 1 ponto para o perdedor.
- Não comparecimento, a equipe perde 2 pontos.
- Em caso de igualdade por pontos, os seguintes critérios servem como desempate: número de vitórias, razão de sets e razão de ralis.

|  |                                                       |
|  | (Q) - Equipes classificadas às quartas-de-final.      |
|  | Equipes eliminadas e mantidas para a Série A 2021–22. |
|  | (R) - Equipes rebaixadas para a Série B 2022.         |

|     |                      |     | Jogos | Jogos | Jogos | Resultados | Resultados | Resultados | Resultados | Resultados | Resultados | Sets | Sets | Sets  | Pontos | Pontos | Pontos |
| Pos | Equipe               | Pts | T     | V     | D     | 3–0        | 3–1        | 3–2        | 2–3        | 1–3        | 0–3        | V    | P    | R     | V      | P      | R      |
| --- | -------------------- | --- | ----- | ----- | ----- | ---------- | ---------- | ---------- | ---------- | ---------- | ---------- | ---- | ---- | ----- | ------ | ------ | ------ |
| 1   | Itambé Minas         | 63  | 22    | 21    | 1     | 15         | 6          | 0          | 0          | 0          | 1          | 63   | 9    | 7,000 | 1762   | 1421   | 1.240  |
| 2   | Osasco               | 50  | 22    | 17    | 5     | 10         | 5          | 2          | 1          | 3          | 1          | 56   | 24   | 2.333 | 1865   | 1602   | 1.164  |
| 3   | Praia Clube          | 50  | 22    | 16    | 6     | 15         | 1          | 0          | 2          | 2          | 2          | 54   | 19   | 2.842 | 1767   | 1391   | 1.270  |
| 4   | Sesi/Vôlei Bauru     | 49  | 22    | 17    | 5     | 9          | 5          | 3          | 1          | 3          | 1          | 56   | 26   | 2.154 | 1910   | 1723   | 1.109  |
| 5   | SESC/Flamengo Rio    | 42  | 22    | 14    | 8     | 9          | 3          | 2          | 2          | 1          | 5          | 47   | 31   | 1.516 | 1755   | 1638   | 1.071  |
| 6   | São Paulo/Barueri    | 39  | 22    | 14    | 8     | 6          | 4          | 4          | 1          | 2          | 5          | 46   | 36   | 1.278 | 1841   | 1681   | 1.095  |
| 7   | Curitiba Vôlei       | 28  | 22    | 9     | 13    | 4          | 3          | 2          | 3          | 5          | 5          | 38   | 46   | 0.826 | 1820   | 1841   | 0.989  |
| 8   | Brasília Vôlei       | 24  | 22    | 8     | 14    | 0          | 6          | 2          | 2          | 4          | 8          | 32   | 52   | 0.615 | 1738   | 1864   | 0.932  |
| 9   | Pinheiros            | 23  | 22    | 7     | 15    | 4          | 3          | 0          | 2          | 7          | 6          | 32   | 48   | 0.667 | 1706   | 1825   | 0.935  |
| 10  | Fluminense           | 15  | 22    | 5     | 17    | 2          | 2          | 1          | 1          | 6          | 10         | 23   | 55   | 0.418 | 1541   | 1844   | 0.836  |
| 11  | São José dos Pinhais | 13  | 22    | 4     | 18    | 2          | 2          | 0          | 1          | 3          | 14         | 17   | 56   | 0.304 | 1475   | 1740   | 0.848  |
| 12  | São Caetano          | 0   | 22    | 0     | 22    | 0          | 0          | 0          | 0          | 4          | 18         | 4    | 66   | 0.061 | 1139   | 1740   | 0.655  |

### Turno
- Local: Os times que estão ao lado esquerdo da tabela jogam em casa.

#### 1ª Rodada
| Data       | Hora  |                      | Placar |                   | Set 1 | Set 2 | Set 3 | Set 4 | Set 5 | Total | Relatório |
| ---------- | ----- | -------------------- | ------ | ----------------- | ----- | ----- | ----- | ----- | ----- | ----- | --------- |
| 09/11/2020 | 19:00 | Curitiba Vôlei       | 1–3    | Osasco            | 19–25 | 25–17 | 22–25 | 13–25 |       | 79–92 | Relatório |
| 09/11/2020 | 21:30 | Pinheiros            | 0–3    | Sesi/Vôlei Bauru  | 18–25 | 17–25 | 28–30 |       |       | 63–80 | Relatório |
| 10/11/2020 | 17:00 | Fluminense           | 0–3    | São Paulo/Barueri | 13–25 | 19–25 | 23–25 |       |       | 55–75 | Relatório |
| 10/11/2020 | 19:00 | São Caetano          | 0–3    | Itambé Minas      | 20–25 | 15–25 | 13–25 |       |       | 48–75 | Relatório |
| 10/11/2020 | 20:00 | São José dos Pinhais | 0–3    | Praia Clube       | 13–25 | 16–25 | 16–25 |       |       | 45–75 | Relatório |
| 10/11/2020 | 21:30 | SESC/Flamengo Rio    | 3–1    | Brasília Vôlei    | 14–25 | 25–21 | 25–19 | 25–10 |       | 89–75 | Relatório |

#### 2ª Rodada
| Data       | Hora  |                      | Placar |                   | Set 1 | Set 2 | Set 3 | Set 4 | Set 5 | Total  | Relatório |
| ---------- | ----- | -------------------- | ------ | ----------------- | ----- | ----- | ----- | ----- | ----- | ------ | --------- |
| 13/11/2020 | 17:00 | São José dos Pinhais | 1–3    | São Paulo/Barueri | 14–25 | 27–25 | 21–25 | 16–25 |       | 78–100 | Relatório |
| 13/11/2020 | 19:00 | Itambé Minas         | 3–1    | Pinheiros         | 25–19 | 21–25 | 25–18 | 25–17 |       | 96–79  | Relatório |
| 13/11/2020 | 19:00 | Praia Clube          | 3–0    | Brasília Vôlei    | 25–20 | 25–15 | 25–21 |       |       | 75–56  | Relatório |
| 13/11/2020 | 21:30 | Osasco               | 3–0    | Fluminense        | 25–17 | 25–18 | 25–21 |       |       | 75–56  | Relatório |
| 14/11/2020 | 17:00 | Sesi/Vôlei Bauru     | 3–1    | Curitiba Vôlei    | 18–25 | 27–25 | 25–20 | 25–23 |       | 95–93  | Relatório |
| 14/11/2020 | 21:30 | SESC/Flamengo Rio    | 3–0    | São Caetano       | 25–14 | 25–13 | 25–8  |       |       | 75–35  | Relatório |

#### 3ª Rodada
| Data       | Hora  |                   | Placar |                      | Set 1 | Set 2 | Set 3 | Set 4 | Set 5 | Total | Relatório |
| ---------- | ----- | ----------------- | ------ | -------------------- | ----- | ----- | ----- | ----- | ----- | ----- | --------- |
| 16/11/2020 | 21:30 | Fluminense        | 1–3    | Sesi/Vôlei Bauru     | 16–25 | 25–17 | 21–25 | 16–25 |       | 78–92 | Relatório |
| 17/11/2020 | 16:30 | Curitiba Vôlei    | 1–3    | Itambé Minas         | 25–22 | 15–25 | 14–25 | 21–25 |       | 75–97 | Relatório |
| 17/11/2020 | 19:00 | São Caetano       | 0–3    | Praia Clube          | 9–25  | 10–25 | 10–25 |       |       | 29–75 | Relatório |
| 17/11/2020 | 19:00 | São Paulo/Barueri | 0–3    | Osasco'              | 22–25 | 20–25 | 21–25 |       |       | 63–75 | Relatório |
| 17/11/2020 | 20:00 | Brasília Vôlei    | 1–3    | São José dos Pinhais | 25–17 | 20–25 | 24–26 | 17–25 |       | 86–93 | Relatório |
| 17/11/2020 | 21:30 | Pinheiros         | 0–3    | SESC/Flamengo Rio    | 10–25 | 14–25 | 25–27 |       |       | 49–77 | Relatório |

#### 4ª Rodada
| Data       | Hora  |                      | Placar |                   | Set 1 | Set 2 | Set 3 | Set 4 | Set 5 | Total   | Relatório |
| ---------- | ----- | -------------------- | ------ | ----------------- | ----- | ----- | ----- | ----- | ----- | ------- | --------- |
| 20/11/2020 | 17:00 | São José dos Pinhais | 0–3    | Osasco            | 21–25 | 15–25 | 22–25 |       |       | 58–75   | Relatório |
| 20/11/2020 | 19:00 | São Paulo/Barueri    | 2–3    | Sesi/Vôlei Bauru  | 25–23 | 20–25 | 25–19 | 20–25 | 11–15 | 101–107 | Relatório |
| 20/11/2020 | 19:30 | Praia Clube          | 3–0    | Pinheiros         | 25–22 | 25–18 | 25–15 |       |       | 75–55   | Relatório |
| 20/11/2020 | 21:30 | Itambé Minas         | 3–0    | Fluminense        | 25–14 | 25–14 | 25–23 |       |       | 75–51   | Relatório |
| 15/12/2020 | 20:00 | Brasília Vôlei       | 3–1    | São Caetano       | 20–25 | 25–17 | 25–23 | 25–17 |       | 95–82   | Relatório |
| 15/12/2020 | 19:00 | Curitiba Vôlei       | 2–3    | SESC/Flamengo Rio | 25–17 | 16–25 | 25–22 | 21–25 | 6–15  | 93–104  | Relatório |

#### 5ª Rodada
| Data       | Hora  |                   | Placar |                      | Set 1 | Set 2 | Set 3 | Set 4 | Set 5 | Total | Relatório |
| ---------- | ----- | ----------------- | ------ | -------------------- | ----- | ----- | ----- | ----- | ----- | ----- | --------- |
| 23/11/2020 | 21:30 | São Paulo/Barueri | 0–3    | Itambé Minas         | 15–25 | 20–25 | 23–25 |       |       | 58–75 | Relatório |
| 24/11/2020 | 21:30 | Curitiba Vôlei    | 0–3    | Praia Clube          | 19–25 | 21–25 | 15–25 |       |       | 55–75 | Relatório |
| 24/11/2020 | 19:00 | Osasco            | 3–1    | Sesi/Vôlei Bauru     | 25–20 | 25–18 | 23–25 | 25–11 |       | 98–74 | Relatório |
| 24/11/2020 | 19:00 | São Caetano       | 0–3    | São José dos Pinhais | 22–25 | 20–25 | 25–27 |       |       | 67–77 | Relatório |
| 09/12/2020 | 20:00 | Pinheiros         | 3–1    | Brasília Vôlei       | 19–25 | 25–20 | 25–19 | 25–18 |       | 94–82 | Relatório |
| 08/01/2021 | 19:00 | SESC/Flamengo Rio | 3–0    | Fluminense           | 25–11 | 25–15 | 25–16 |       |       | 75–42 | Relatório |

#### 6ª Rodada
| Data       | Hora  |                      | Placar |                   | Set 1 | Set 2 | Set 3 | Set 4 | Set 5 | Total | Relatório |
| ---------- | ----- | -------------------- | ------ | ----------------- | ----- | ----- | ----- | ----- | ----- | ----- | --------- |
| 27/11/2020 | 20:00 | São José dos Pinhais | 0–3    | Sesi/Vôlei Bauru  | 27–29 | 17–25 | 16–25 |       |       | 60–79 | Relatório |
| 27/11/2020 | 20:00 | São Caetano          | 0–3    | Pinheiros         | 14–25 | 23–25 | 18–25 |       |       | 55–75 | Relatório |
| 27/11/2020 | 21:30 | Itambé Minas         | 0–3    | Osasco            | 15–25 | 16–25 | 20–25 |       |       | 51–75 | Relatório |
| 28/11/2020 | 19:00 | Praia Clube          | 3–0    | Fluminense        | 25–16 | 25–15 | 25–16 |       |       | 75–47 | Relatório |
| 08/12/2020 | 21:30 | SESC/Flamengo Rio    | 3–0    | São Paulo/Barueri | 25–14 | 26–24 | 25–17 |       |       | 76–55 | Relatório |
| 29/12/2020 | 19:30 | Curitiba Vôlei       | 3–0    | Brasília Vôlei    | 25–21 | 25–17 | 25–19 |       |       | 75–57 | Relatório |

#### 7ª Rodada
| Data       | Hora  |                   | Placar |                      | Set 1 | Set 2 | Set 3 | Set 4 | Set 5 | Total | Relatório |
| ---------- | ----- | ----------------- | ------ | -------------------- | ----- | ----- | ----- | ----- | ----- | ----- | --------- |
| 01/12/2020 | 19:00 | Pinheiros         | 3–0    | São José dos Pinhais | 25–20 | 25–22 | 25–12 |       |       | 75–54 | Relatório |
| 01/12/2020 | 19:00 | São Paulo/Barueri | 1–3    | Praia Clube          | 24–26 | 25–21 | 21–25 | 22–25 |       | 92–97 | Relatório |
| 01/12/2020 | 21:30 | Curitiba Vôlei    | 3–0    | São Caetano          | 25–21 | 25–7  | 25–16 |       |       | 75–44 | Relatório |
| 01/12/2020 | 21:30 | Osasco            | 3–0    | SESC/Flamengo Rio    | 25–16 | 28–26 | 25–14 |       |       | 78–56 | Relatório |
| 15/12/2020 | 21:30 | Sesi/Vôlei Bauru  | 1–3    | Itambé Minas         | 25–21 | 22–25 | 14–25 | 23–25 |       | 84–96 | Relatório |
| 03/01/2021 | 19:30 | Fluminense        | 1–3    | Brasília Vôlei       | 23–25 | 11–25 | 25–20 | 23–25 |       | 82–95 | Relatório |

#### 8ª Rodada
| Data       | Hora  |                      | Placar |                   | Set 1 | Set 2 | Set 3 | Set 4 | Set 5 | Total   | Relatório |
| ---------- | ----- | -------------------- | ------ | ----------------- | ----- | ----- | ----- | ----- | ----- | ------- | --------- |
| 04/12/2020 | 17:00 | Brasília Vôlei       | 1–3    | São Paulo/Barueri | 25–23 | 21–25 | 13–25 | 18–25 |       | 77–98   | Relatório |
| 05/12/2020 | 17:00 | São Caetano          | 1–3    | Fluminense        | 18–25 | 23–25 | 25–23 | 17–25 |       | 83–98   | Relatório |
| 05/12/2020 | 19:00 | São José dos Pinhais | 0–3    | Itambé Minas      | 23–25 | 20–25 | 20–25 |       |       | 63–75   | Relatório |
| 05/12/2020 | 21:30 | Pinheiros            | 1–3    | Curitiba Vôlei    | 21–25 | 18–25 | 25–23 | 25–27 |       | 89–100  | Relatório |
| 16/12/2020 | 19:00 | Praia Clube          | 2–3    | Osasco            | 21–25 | 28–26 | 21–25 | 25–16 | 15–17 | 110–109 | Relatório |
| 04/01/2021 | 19:00 | SESC/Flamengo Rio    | 2–3    | Sesi/Vôlei Bauru  | 25–17 | 22–25 | 31–33 | 26–24 | 13–15 | 117–114 | Relatório |

#### 9ª Rodada
| Data       | Hora  |                   | Placar |                      | Set 1 | Set 2 | Set 3 | Set 4 | Set 5 | Total  | Relatório |
| ---------- | ----- | ----------------- | ------ | -------------------- | ----- | ----- | ----- | ----- | ----- | ------ | --------- |
| 11/12/2020 | 21:30 | Itambé Minas      | 3–0    | SESC/Flamengo Rio    | 25–20 | 25–18 | 25–20 |       |       | 75–58  | Relatório |
| 12/12/2020 | 17:00 | São Paulo/Barueri | 3–0    | São Caetano          | 25–11 | 25–14 | 25–12 |       |       | 75–37  | Relatório |
| 12/12/2020 | 19:00 | Fluminense        | 3–0    | Pinheiros            | 25–22 | 25–23 | 25–22 |       |       | 75–67  | Relatório |
| 12/12/2020 | 21:30 | Osasco            | 2–3    | Brasília Vôlei       | 25–15 | 16–25 | 22–25 | 25–16 | 13–15 | 101–96 | Relatório |
| 22/12/2020 | 15:00 | Curitiba Vôlei    | 3–0    | São José dos Pinhais | 26–24 | 25–21 | 25–10 |       |       | 76–55  | Relatório |
| 29/12/2020 | 19:00 | Sesi/Vôlei Bauru  | 0–3    | Praia Clube          | 17–25 | 18–25 | 19–25 |       |       | 54–75  | Relatório |

#### 10ª Rodada
| Data       | Hora  |                      | Placar |                   | Set 1 | Set 2 | Set 3 | Set 4 | Set 5 | Total  | Relatório |
| ---------- | ----- | -------------------- | ------ | ----------------- | ----- | ----- | ----- | ----- | ----- | ------ | --------- |
| 18/12/2020 | 16:00 | Brasília Vôlei       | 0–3    | Sesi/Vôlei Bauru  | 16–25 | 18–25 | 19–25 |       |       | 53–75  | Relatório |
| 18/12/2020 | 20:00 | Pinheiros            | 2–3    | São Paulo/Barueri | 25–21 | 25–20 | 17–25 | 22–25 | 8–15  | 97–106 | Relatório |
| 18/12/2020 | 21:30 | Praia Clube          | 0–3    | Itambé Minas      | 19–25 | 21–25 | 17–25 |       |       | 57–75  | Relatório |
| 19/12/2020 | 19:00 | São Caetano          | 0–3    | Osasco            | 14–25 | 21–25 | 18–25 |       |       | 53–75  | Relatório |
| 29/12/2020 | 19:00 | São José dos Pinhais | 0–3    | SESC/Flamengo Rio | 20–25 | 24–26 | 9–25  |       |       | 53–76  | Relatório |
| 05/01/2021 | 19:00 | Curitiba Vôlei       | 3–1    | Fluminense        | 25–23 | 22–25 | 25–19 | 26–24 |       | 98–91  | Relatório |

#### 11ª Rodada
| Data       | Hora  |                   | Placar |                      | Set 1 | Set 2 | Set 3 | Set 4 | Set 5 | Total   | Relatório |
| ---------- | ----- | ----------------- | ------ | -------------------- | ----- | ----- | ----- | ----- | ----- | ------- | --------- |
| 21/12/2020 | 21:30 | Sesi/Vôlei Bauru  | 3–0    | São Caetano          | 25–19 | 25–14 | 25–17 |       |       | 75–50   | Relatório |
| 22/12/2020 | 19:00 | SESC/Flamengo Rio | 3–1    | Praia Clube          | 25–21 | 19–25 | 25–21 | 26–24 |       | 95–91   | Relatório |
| 22/12/2020 | 21:30 | Itambé Minas      | 3–0    | Brasília Vôlei       | 25–22 | 25–16 | 25–20 |       |       | 75–58   | Relatório |
| 23/12/2020 | 17:00 | São Paulo/Barueri | 3–2    | Curitiba Vôlei       | 21–25 | 26–24 | 22–25 | 25–22 | 15–5  | 109–101 | Relatório |
| 23/12/2020 | 19:00 | Osasco            | 3–1    | Pinheiros            | 25–22 | 25–23 | 21–25 | 25–16 |       | 96–86   | Relatório |
| 22/01/2021 | 19:00 | Fluminense        | 1–3    | São José dos Pinhais | 18–25 | 25–22 | 25–27 | 25–27 |       | 93–101  | Relatório |

### Returno
- Local: Os times que estão ao lado esquerdo da tabela jogam em casa.

#### 1ª Rodada
| Data       | Hora  |                   | Placar |                      | Set 1 | Set 2 | Set 3 | Set 4 | Set 5 | Total   | Relatório |
| ---------- | ----- | ----------------- | ------ | -------------------- | ----- | ----- | ----- | ----- | ----- | ------- | --------- |
| 05/01/2021 | 19:00 | Itambé Minas      | 3–0    | São Caetano          | 25–11 | 25–15 | 25–14 |       |       | 75–40   | Relatório |
| 08/01/2021 | 16:30 | Sesi/Vôlei Bauru  | 3–1    | Pinheiros            | 23–25 | 25–20 | 25–18 | 25–23 |       | 98–86   | Relatório |
| 08/01/2021 | 20:00 | Osasco            | 3–1    | Curitiba Vôlei       | 19–25 | 28–26 | 25–21 | 25–20 |       | 97–92   | Relatório |
| 08/02/2021 | 19:00 | Brasília Vôlei    | 2–3    | SESC/Flamengo Rio    | 25–20 | 21–25 | 23–25 | 25–19 | 13–15 | 107–104 | Relatório |
| 08/02/2021 | 21:30 | São Paulo/Barueri | 3–0    | Fluminense           | 25–13 | 25–22 | 25–11 |       |       | 75–46   | Relatório |
| 09/02/2021 | 16:30 | Praia Clube       | 3–0    | São José dos Pinhais | 25–14 | 25–22 | 25–9  |       |       | 75–45   | Relatório |

#### 2ª Rodada
| Data       | Hora  |                   | Placar |                      | Set 1 | Set 2 | Set 3 | Set 4 | Set 5 | Total | Relatório |
| ---------- | ----- | ----------------- | ------ | -------------------- | ----- | ----- | ----- | ----- | ----- | ----- | --------- |
| 11/01/2021 | 19:00 | Curitiba Vôlei    | 0–3    | Sesi/Vôlei Bauru     | 17–25 | 24–26 | 25–27 |       |       | 66–78 | Relatório |
| 12/01/2021 | 19:00 | São Paulo/Barueri | 3–0    | São José dos Pinhais | 25–19 | 25–22 | 25–21 |       |       | 75–62 | Relatório |
| 12/01/2021 | 19:00 | Brasília Vôlei    | 0–3    | Praia Clube          | 12–25 | 11–25 | 16–25 |       |       | 39–75 | Relatório |
| 12/01/2021 | 19:30 | Fluminense        | 1–3    | Osasco               | 25–23 | 14–25 | 15–25 | 15–25 |       | 69–98 | Relatório |
| 12/01/2021 | 20:00 | Pinheiros         | 1–3    | Itambé Minas         | 23–25 | 14–25 | 25–19 | 20–25 |       | 82–94 | Relatório |
| 12/01/2021 | 21:30 | São Caetano       | 0–3    | SESC/Flamengo Rio    | 20–25 | 26–28 | 19–25 |       |       | 65–78 | Relatório |

#### 3ª Rodada
| Data       | Hora  |                      | Placar |                   | Set 1 | Set 2 | Set 3 | Set 4 | Set 5 | Total  | Relatório |
| ---------- | ----- | -------------------- | ------ | ----------------- | ----- | ----- | ----- | ----- | ----- | ------ | --------- |
| 15/01/2021 | 19:00 | SESC/Flamengo Rio    | 3–0    | Pinheiros         | 26–24 | 25–18 | 26–24 |       |       | 77–66  | Relatório |
| 15/01/2021 | 19:30 | Praia Clube          | 3–0    | São Caetano       | 25–10 | 25–9  | 25–8  |       |       | 75–27  | Relatório |
| 15/01/2021 | 20:00 | São José dos Pinhais | 2–3    | Brasília Vôlei    | 25–20 | 14–25 | 20–25 | 25–19 | 11–15 | 95–104 | Relatório |
| 15/01/2021 | 21:30 | Osasco               | 1–3    | São Paulo/Barueri | 25–21 | 21–25 | 23–25 | 14–25 |       | 83–96  | Relatório |
| 16/01/2021 | 19:00 | Sesi/Vôlei Bauru     | 3–0    | Fluminense        | 25–17 | 25–16 | 25–15 |       |       | 75–48  | Relatório |
| 16/02/2021 | 19:00 | Itambé Minas         | 3–0    | Curitiba Vôlei    | 25–14 | 25–21 | 25–17 |       |       | 75–52  | Relatório |

#### 4ª Rodada
| Data       | Hora  |                   | Placar |                      | Set 1 | Set 2 | Set 3 | Set 4 | Set 5 | Total   | Relatório |
| ---------- | ----- | ----------------- | ------ | -------------------- | ----- | ----- | ----- | ----- | ----- | ------- | --------- |
| 19/01/2021 | 20:00 | São Caetano       | 1–3    | Brasília Vôlei       | 11–25 | 18–25 | 25–22 | 5–25  |       | 59–97   | Relatório |
| 22/01/2021 | 21:30 | Pinheiros         | 0–3    | Praia Clube          | 24–26 | 11–25 | 16–25 |       |       | 51–76   | Relatório |
| 03/02/2021 | 19:00 | Fluminense        | 0–3    | Itambé Minas         | 15–25 | 20–25 | 19–25 |       |       | 54–75   | Relatório |
| 15/02/2021 | 21:30 | Osasco            | 3–0    | São José dos Pinhais | 25–21 | 25–18 | 25–16 |       |       | 75–55   | Relatório |
| 16/02/2021 | 19:00 | Sesi/Vôlei Bauru  | 2–3    | São Paulo/Barueri    | 25–17 | 18–25 | 23–25 | 25–23 | 13–15 | 104–105 | Relatório |
| 01/03/2021 | 19:00 | SESC/Flamengo Rio | 3–0    | Curitiba Vôlei       | 25–23 | 25–12 | 25–23 |       |       | 75–58   | Relatório |

#### 5ª Rodada
| Data       | Hora  |                      | Placar |                   | Set 1 | Set 2 | Set 3 | Set 4 | Set 5 | Total | Relatório |
| ---------- | ----- | -------------------- | ------ | ----------------- | ----- | ----- | ----- | ----- | ----- | ----- | --------- |
| 26/01/2021 | 19:00 | Itambé Minas         | 3–0    | São Paulo/Barueri | 25–20 | 25–17 | 25–20 |       |       | 75–57 | Relatório |
| 26/01/2021 | 19:30 | Fluminense           | 0–3    | SESC/Flamengo Rio | 20–25 | 18–25 | 20–25 |       |       | 58–75 | Relatório |
| 26/01/2021 | 20:00 | São José dos Pinhais | 3–0    | São Caetano       | 25–19 | 25–11 | 25–14 |       |       | 75–44 | Relatório |
| 26/01/2021 | 20:00 | Brasília Vôlei       | 3–1    | Pinheiros         | 25–22 | 23–25 | 25–23 | 25–13 |       | 98–83 | Relatório |
| 02/03/2021 | 19:00 | Sesi/Vôlei Bauru     | 3–1    | Osasco            | 23–25 | 25–18 | 25–22 | 25–15 |       | 98–80 | Relatório |
| 03/03/2021 | 18:00 | Praia Clube          | 3–0    | Curitiba Vôlei    | 25–16 | 25–19 | 25–23 |       |       | 75–58 | Relatório |

#### 6ª Rodada
| Data       | Hora  |                   | Placar |                      | Set 1 | Set 2 | Set 3 | Set 4 | Set 5 | Total   | Relatório |
| ---------- | ----- | ----------------- | ------ | -------------------- | ----- | ----- | ----- | ----- | ----- | ------- | --------- |
| 29/01/2021 | 19:00 | São Paulo/Barueri | 3–0    | SESC/Flamengo Rio    | 25–13 | 25–21 | 25–16 |       |       | 75–50   | Relatório |
| 29/01/2021 | 19:30 | Fluminense        | 0–3    | Praia Clube          | 11–25 | 18–25 | 15–25 |       |       | 44–75   | Relatório |
| 29/01/2021 | 20:00 | Pinheiros         | 3–0    | São Caetano          | 25–14 | 25–13 | 25–16 |       |       | 75–43   | Relatório |
| 30/01/2021 | 19:00 | Sesi/Vôlei Bauru  | 3–0    | São José dos Pinhais | 25–14 | 25–16 | 25–14 |       |       | 75–44   | Relatório |
| 09/02/2021 | 19:00 | Osasco            | 0–3    | Itambé Minas         | 20–25 | 19–25 | 22–25 |       |       | 61–75   | Relatório |
| 14/02/2021 | 20:30 | Brasília Vôlei    | 2–3    | Curitiba Vôlei       | 22–25 | 25–22 | 25–22 | 19–25 | 12–15 | 103–109 | Relatório |

#### 7ª Rodada
| Data       | Hora  |                      | Placar |                   | Set 1 | Set 2 | Set 3 | Set 4 | Set 5 | Total  | Relatório |
| ---------- | ----- | -------------------- | ------ | ----------------- | ----- | ----- | ----- | ----- | ----- | ------ | --------- |
| 12/02/2021 | 16:30 | Praia Clube          | 3–0    | São Paulo/Barueri | 25–20 | 35–33 | 25–9  |       |       | 85–62  | Relatório |
| 12/02/2021 | 19:00 | SESC/Flamengo Rio    | 2–3    | Osasco            | 13–25 | 21–25 | 25–20 | 25–22 | 4–15  | 88–107 | Relatório |
| 12/02/2021 | 20:00 | São José dos Pinhais | 0–3    | Pinheiros         | 17–25 | 22–25 | 21–25 |       |       | 60–75  | Relatório |
| 12/02/2021 | 20:00 | São Caetano          | 1–3    | Curitiba Vôlei    | 15–25 | 22–25 | 25–20 | 15–25 |       | 77–95  | Relatório |
| 12/02/2021 | 20:00 | Brasília Vôlei       | 3–1    | Fluminense        | 25–18 | 26–24 | 18–25 | 25–19 |       | 94–86  | Relatório |
| 13/02/2021 | 21:30 | Itambé Minas         | 3–1    | Sesi/Vôlei Bauru  | 25–17 | 25–21 | 24–26 | 26–24 |       | 100–88 | Relatório |

#### 8ª Rodada
| Data       | Hora  |                   | Placar |                      | Set 1 | Set 2 | Set 3 | Set 4 | Set 5 | Total  | Relatório |
| ---------- | ----- | ----------------- | ------ | -------------------- | ----- | ----- | ----- | ----- | ----- | ------ | --------- |
| 19/02/2021 | 19:00 | Itambé Minas      | 3–0    | São José dos Pinhais | 25–22 | 25–21 | 25–17 |       |       | 75–60  | Relatório |
| 19/02/2021 | 19:00 | Sesi/Vôlei Bauru  | 3–1    | SESC/Flamengo Rio    | 28–30 | 25–18 | 25–14 | 25–20 |       | 103–82 | Relatório |
| 19/02/2021 | 19:30 | Fluminense        | 3–0    | São Caetano          | 25–21 | 25–19 | 25–22 |       |       | 75–62  | Relatório |
| 19/02/2021 | 19:30 | Curitiba Vôlei    | 1–3    | Pinheiros            | 25–27 | 22–25 | 25–15 | 22–25 |       | 94–92  | Relatório |
| 19/02/2021 | 21:30 | Osasco            | 3–0    | Praia Clube          | 25–22 | 25–21 | 25–18 |       |       | 75–61  | Relatório |
| 20/02/2021 | 20:00 | São Paulo/Barueri | 1–3    | Brasília Vôlei       | 25–16 | 18–25 | 22–25 | 23–25 |       | 88–91  | Relatório |

#### 9ª Rodada
| Data       | Hora  |                      | Placar |                   | Set 1 | Set 2 | Set 3 | Set 4 | Set 5 | Total   | Relatório |
| ---------- | ----- | -------------------- | ------ | ----------------- | ----- | ----- | ----- | ----- | ----- | ------- | --------- |
| 22/02/2021 | 19:30 | Brasília Vôlei       | 0–3    | Osasco            | 16–25 | 17–25 | 23–25 |       |       | 56–75   | Relatório |
| 23/02/2021 | 16:30 | Praia Clube          | 2–3    | Sesi/Vôlei Bauru  | 25–21 | 27–29 | 25–20 | 25–27 | 13–15 | 115–112 | Relatório |
| 23/02/2021 | 19:00 | SESC/Flamengo Rio    | 0–3    | Itambé Minas      | 16–25 | 21–25 | 23–25 |       |       | 60–75   | Relatório |
| 23/02/2021 | 20:00 | São José dos Pinhais | 0–3    | Curitiba Vôlei    | 19–25 | 20–25 | 22–25 |       |       | 61–75   | Relatório |
| 23/02/2021 | 20:00 | Pinheiros            | 2–3    | Fluminense        | 22–25 | 17–25 | 25–21 | 25–14 | 10–15 | 99–100  | Relatório |
| 23/02/2021 | 20:00 | São Caetano          | 0–3    | São Paulo/Barueri | 17–25 | 14–25 | 17–25 |       |       | 48–75   | Relatório |

#### 10ª Rodada
| Data       | Hora  |                   | Placar |                      | Set 1 | Set 2 | Set 3 | Set 4 | Set 5 | Total  | Relatório |
| ---------- | ----- | ----------------- | ------ | -------------------- | ----- | ----- | ----- | ----- | ----- | ------ | --------- |
| 26/02/2021 | 21:30 | Itambé Minas      | 3–1    | Praia Clube          | 23–25 | 25–23 | 27–25 | 28–26 |       | 103–99 | Relatório |
| 26/02/2021 | 19:00 | São Paulo/Barueri | 3–1    | Pinheiros            | 25–19 | 24–26 | 25–17 | 25–11 |       | 99–73  | Relatório |
| 26/02/2021 | 19:30 | SESC/Flamengo Rio | 3–1    | São José dos Pinhais | 25–18 | 25–17 | 23–25 | 31–29 |       | 104–89 | Relatório |
| 26/02/2021 | 18:00 | Sesi/Vôlei Bauru  | 3–0    | Brasília Vôlei       | 25–14 | 25–21 | 25–22 |       |       | 75–57  | Relatório |
| 26/02/2021 | 19:30 | Fluminense        | 2–3    | Curitiba Vôlei       | 25–23 | 18–25 | 18–25 | 26–24 | 11–15 | 98–112 | Relatório |
| 27/02/2021 | 19:00 | Osasco            | 3–0    | São Caetano          | 25–14 | 25–7  | 25–13 |       |       | 75–34  | Relatório |

#### 11ª Rodada
| Data       | Hora  |                      | Placar |                   | Set 1 | Set 2 | Set 3 | Set 4 | Set 5 | Total  | Relatório |
| ---------- | ----- | -------------------- | ------ | ----------------- | ----- | ----- | ----- | ----- | ----- | ------ | --------- |
| 05/03/2021 | 11:30 | Sesi/Vôlei Bauru     | 3–0    | São Caetano       | 25–19 | 25–21 | 25–17 |       |       | 75–57  | Relatório |
| 05/03/2021 | 16:00 | São José dos Pinhais | 1–3    | Fluminense        | 25–18 | 23–25 | 25–27 | 20–25 |       | 93–95  | Relatório |
| 05/03/2021 | 16:30 | Praia Clube          | 3–0    | SESC/Flamengo Rio | 25–19 | 25–22 | 25–22 |       |       | 75–63  | Relatório |
| 05/03/2021 | 19:00 | São Paulo/Barueri    | 3–2    | Curitiba Vôlei    | 20–25 | 17–25 | 25–12 | 25–16 | 15–11 | 102–89 | Relatório |
| 05/03/2021 | 19:00 | Brasília Vôlei       | 0–3    | Itambé Minas      | 16–25 | 23–25 | 23–25 |       |       | 62–75  | Relatório |
| 05/03/2021 | 20:00 | Pinheiros            | 3–1    | Osasco            | 19–25 | 26–24 | 25–23 | 25–18 |       | 95–90  | Relatório |

## Playoffs
|  | Quartas-de-final         | Quartas-de-final         | Quartas-de-final         | Quartas-de-final         | Quartas-de-final         |                  |              | Semifinais               | Semifinais               | Semifinais               | Semifinais               | Semifinais               |  |  | Final                    | Final                    | Final                    | Final                    | Final                    | Final                    | Final                    |
|  | 11 a 19 de março de 2021 | 11 a 19 de março de 2021 | 11 a 19 de março de 2021 | 11 a 19 de março de 2021 | 11 a 19 de março de 2021 |                  |              | 26 a 29 de março de 2021 | 26 a 29 de março de 2021 | 26 a 29 de março de 2021 | 26 a 29 de março de 2021 | 26 a 29 de março de 2021 |  |  | 02 a 05 de abril de 2021 | 02 a 05 de abril de 2021 | 02 a 05 de abril de 2021 | 02 a 05 de abril de 2021 | 02 a 05 de abril de 2021 | 02 a 05 de abril de 2021 | 02 a 05 de abril de 2021 |
|  |                          |                          |                          |                          |                          |                  |              |                          |                          |                          |                          |                          |  |  |                          |                          |                          |                          |                          |                          |                          |
|  | 1°                       | Itambé Minas             | 3                        | 3                        |                          |                  |              |                          |                          |                          |                          |                          |  |  |                          |                          |                          |                          |                          |                          |                          |
|  | 8°                       | Brasília Vôlei           | 0                        | 0                        |                          |                  |              |                          |                          |                          |                          |                          |  |  |                          |                          |                          |                          |                          |                          |                          |
|  | 8°                       | Brasília Vôlei           | 0                        | 0                        |                          | 1°               | Itambé Minas | 3                        | 3                        |                          |                          |                          |  |  |                          |                          |                          |                          |                          |                          |                          |
|  |                          |                          |                          |                          |                          | 1°               | Itambé Minas | 3                        | 3                        |                          |                          |                          |  |  |                          |                          |                          |                          |                          |                          |                          |
|  |                          | 4°                       | Sesi/Vôlei Bauru         | 1                        | 2                        |                  |              |                          |                          |                          |                          |                          |  |  |                          |                          |                          |                          |                          |                          |                          |
|  | 4°                       | 4°                       | Sesi/Vôlei Bauru         | 1                        | 2                        | Sesi/Vôlei Bauru | 1            | 3                        | 3                        |                          |                          |                          |  |  |                          |                          |                          |                          |                          |                          |                          |
|  | 4°                       |                          |                          |                          |                          | Sesi/Vôlei Bauru | 1            | 3                        | 3                        |                          |                          |                          |  |  |                          |                          |                          |                          |                          |                          |                          |
|  | 5°                       | SESC/Flamengo Rio        | 3                        | 0                        | 2                        |                  |              |                          |                          |                          |                          |                          |  |  |                          |                          |                          |                          |                          |                          |                          |
|  |                          |                          |                          |                          |                          |                  |              |                          |                          |                          |                          |                          |  |  | 1°                       | Itambé Minas             | 1                        | 3                        | 3                        |                          |                          |
|  |                          |                          | 3º                       | Praia Clube              | 3                        | 1                | 2            |                          |                          |                          |                          |                          |  |  |                          |                          |                          |                          |                          |                          |                          |
|  | 2ª                       | Osasco                   | 3                        | 3                        |                          |                  |              |                          |                          |                          |                          |                          |  |  |                          |                          |                          |                          |                          |                          |                          |
|  | 7°                       | Curitiba Vôlei           | 2                        | 1                        |                          |                  |              |                          |                          |                          |                          |                          |  |  |                          |                          |                          |                          |                          |                          |                          |
|  | 7°                       | Curitiba Vôlei           | 2                        | 1                        |                          | 2ª               | Osasco       | 2                        | 0                        |                          |                          |                          |  |  |                          |                          |                          |                          |                          |                          |                          |
|  |                          |                          |                          |                          |                          | 2ª               | Osasco       | 2                        | 0                        |                          |                          |                          |  |  |                          |                          |                          |                          |                          |                          |                          |
|  |                          | 3º                       | Praia Clube              | 3                        | 3                        |                  |              |                          |                          |                          |                          |                          |  |  |                          |                          |                          |                          |                          |                          |                          |
|  | 3º                       | 3º                       | Praia Clube              | 3                        | 3                        | Praia Clube      | 3            | 3                        |                          |                          |                          |                          |  |  |                          |                          |                          |                          |                          |                          |                          |
|  | 3º                       |                          |                          |                          |                          | Praia Clube      | 3            | 3                        |                          |                          |                          |                          |  |  |                          |                          |                          |                          |                          |                          |                          |
|  | 6º                       | São Paulo/Barueri        | 2                        | 0                        |                          |                  |              |                          |                          |                          |                          |                          |  |  |                          |                          |                          |                          |                          |                          |                          |

## Confrontos dos playoffs

### Quartas de final
- Local: Os times que estão ao lado esquerdo da tabela jogam em casa.

#### Jogo 1
| Data       | Hora  |                   | Placar |                   | Set 1 | Set 2 | Set 3 | Set 4 | Set 5 | Total   | Relatório |
| ---------- | ----- | ----------------- | ------ | ----------------- | ----- | ----- | ----- | ----- | ----- | ------- | --------- |
| 11/03/2021 | 19:00 | Sesi/Vôlei Bauru  | 1–3    | SESC/Flamengo Rio | 18–25 | 22–25 | 28–26 | 21–25 |       | 89–101  | Relatório |
| 12/03/2021 | 19:00 | Osasco            | 3–2    | Curitiba Vôlei    | 28–26 | 25–18 | 23–25 | 24–26 | 15–13 | 115–108 | Relatório |
| 13/03/2021 | 19:00 | Itambé Minas      | 3–0    | Brasília Vôlei    | 25–19 | 28–26 | 25–16 |       |       | 78–61   | Relatório |
| 14/03/2021 | 11:00 | São Paulo/Barueri | 2–3    | Praia Clube       | 19–25 | 25–17 | 14–25 | 25–23 | 14–16 | 97–106  | Relatório |

#### Jogo 2
| Data       | Hora  |                   | Placar |                   | Set 1 | Set 2 | Set 3 | Set 4 | Set 5 | Total | Relatório |
| ---------- | ----- | ----------------- | ------ | ----------------- | ----- | ----- | ----- | ----- | ----- | ----- | --------- |
| 14/03/2021 | 14:00 | Curitiba Vôlei    | 1–3    | Osasco            | 21–25 | 25–16 | 18–25 | 19–25 |       | 83–91 | Relatório |
| 15/03/2021 | 19:00 | SESC/Flamengo Rio | 0–3    | Sesi/Vôlei Bauru  | 20–25 | 20–25 | 22–25 |       |       | 62–75 | Relatório |
| 17/03/2021 | 14:00 | Brasília Vôlei    | 0–3    | Itambé Minas      | 13–25 | 17–25 | 16–25 |       |       | 46–75 | Relatório |
| 18/03/2021 | 14:00 | Praia Clube       | 3–0    | São Paulo/Barueri | 25–16 | 25–13 | 25–21 |       |       | 75–50 | Relatório |

#### Jogo 3
| Data       | Hora  |                  | Placar |                   | Set 1 | Set 2 | Set 3 | Set 4 | Set 5 | Total   | Relatório |
| ---------- | ----- | ---------------- | ------ | ----------------- | ----- | ----- | ----- | ----- | ----- | ------- | --------- |
| 19/03/2021 | 19:00 | Sesi/Vôlei Bauru | 3–2    | SESC/Flamengo Rio | 25–27 | 25–18 | 25–22 | 19–25 | 15–10 | 109–102 | Relatório |

### Semifinal
- Local: Os jogos ocorrem no CDV em Saquarema.[9]

#### Jogo 1
| Data       | Hora  |              | Placar |                  | Set 1 | Set 2 | Set 3 | Set 4 | Set 5 | Total   | Relatório |
| ---------- | ----- | ------------ | ------ | ---------------- | ----- | ----- | ----- | ----- | ----- | ------- | --------- |
| 26/03/2021 | 19:00 | Osasco       | 2–3    | Praia Clube      | 21–25 | 25–19 | 25–18 | 17–25 | 12–15 | 100–102 | Relatório |
| 26/03/2021 | 21:30 | Itambé Minas | 3–1    | Sesi/Vôlei Bauru | 25–22 | 24–26 | 25–19 | 25–17 |       | 99–84   | Relatório |

#### Jogo 2
| Data       | Hora  |                  | Placar |              | Set 1 | Set 2 | Set 3 | Set 4 | Set 5 | Total | Relatório |
| ---------- | ----- | ---------------- | ------ | ------------ | ----- | ----- | ----- | ----- | ----- | ----- | --------- |
| 28/03/2021 | 19:00 | Praia Clube      | 3–0    | Osasco       | 25–12 | 25–18 | 25–22 |       |       | 75–52 | Relatório |
| 28/03/2021 | 21:30 | Sesi/Vôlei Bauru | 2–3    | Itambé Minas | 25–17 | 22–25 | 25–17 | 17–25 | 8–15  | 97–99 | Relatório |

### Final
- Local: Os jogos ocorrem no CDV em Saquarema.[9]

#### Jogo 1
| Data       | Hora  |              | Placar |             | Set 1 | Set 2 | Set 3 | Set 4 | Set 5 | Total | Relatório |
| ---------- | ----- | ------------ | ------ | ----------- | ----- | ----- | ----- | ----- | ----- | ----- | --------- |
| 01/04/2021 | 20:00 | Itambé Minas | 1–3    | Praia Clube | 21–25 | 12–25 | 25–21 | 22–25 |       | 80–96 | Relatório |

#### Jogo 2
| Data       | Hora  |             | Placar |              | Set 1 | Set 2 | Set 3 | Set 4 | Set 5 | Total | Relatório |
| ---------- | ----- | ----------- | ------ | ------------ | ----- | ----- | ----- | ----- | ----- | ----- | --------- |
| 03/04/2021 | 21:00 | Praia Clube | 1–3    | Itambé Minas | 25–19 | 20–25 | 25–27 | 23–25 |       | 93–96 | Relatório |

#### Jogo 3
| Data       | Hora  |              | Placar |             | Set 1 | Set 2 | Set 3 | Set 4 | Set 5 | Total | Relatório |
| ---------- | ----- | ------------ | ------ | ----------- | ----- | ----- | ----- | ----- | ----- | ----- | --------- |
| 05/04/2021 | 21:00 | Itambé Minas | 3–2    | Praia Clube | 25–17 | 13–25 | 12–25 | 25–18 | 15–11 | 90–96 | Relatório |

## Premiações
| Superliga 2020/2021                         |
| Minas Gerais                                |
| ------------------------------------------- |
| Itambé Minas Campeão (4° título Brasileiro) |

### Seleção da Superliga
As atletas que se destacaram individualmente foram
| Posição                         | Jogadora        | Equipe       |
| ------------------------------- | --------------- | ------------ |
| MVP                             | Thaísa          | Itambé Minas |
| Melhor Oposta                   | Tandara         | Osasco       |
| 1° Melhor Ponteira              | Fê Garay        | Praia Clube  |
| 2° Melhor Ponteira              | Pri Daroit      | Itambé Minas |
| 1° Melhor Central               | Thaísa          | Itambé Minas |
| 2° Melhor Central               | Carol           | Praia Clube  |
| Melhor Levantadora              | Macris Carneiro | Itambé Minas |
| Melhor Líbero                   | Camila Brait    | Osasco       |
| MVP da Final (Troféu VivaVôlei) | Macris Carneiro | Itambé Minas |
| Craque da Galera                | Thaísa          | Itambé Minas |
| Melhor Técnico                  | Nicola Negro    | Itambé Minas |

## Classificação Final
| Posição           | Equipe               | Classificação/rebaixamento                                         |
| ----------------- | -------------------- | ------------------------------------------------------------------ |
| Medalha de ouro   | Minas                | Sul-Americano de Clubes de 2021--> · Superliga 2021/2022 - Série A |
| Medalha de prata  | Praia Clube          | Superliga 2021/2022 - Série A                                      |
| Medalha de bronze | Osasco               | Superliga 2021/2022 - Série A                                      |
| 4                 | Sesi/Vôlei Bauru     | Superliga 2021/2022 - Série A                                      |
| 5                 | SESC/Flamengo Rio    | Superliga 2021/2022 - Série A                                      |
| 6                 | São Paulo/Barueri    | Superliga 2021/2022 - Série A                                      |
| 7                 | Curitiba Vôlei       | Superliga 2021/2022 - Série A                                      |
| 8                 | Brasília Vôlei       | Superliga 2021/2022 - Série A                                      |
| 9                 | Pinheiros            | Superliga 2021/2022 - Série A                                      |
| 10                | Fluminense           | Superliga 2021/2022 - Série A                                      |
| 11                | São José dos Pinhais | Série B 2022                                                       |
| 12                | São Caetano          | Série B 2022                                                       |

## Estatísticas
| Rank | Jogadoras         | Clubes            | Pontos |
| ---- | ----------------- | ----------------- | ------ |
| 1    | Polina Rahimova   | Sesi/Vôlei Bauru  | 440    |
| 2    | Tandara           | Osasco            | 409    |
| 3    | Brayelin Martínez | Praia Clube       | 403    |
| 4    | Thaísa            | Itambé Minas      | 382    |
| 5    | Ariane Helena     | Brasília Vôlei    | 380    |
| 6    | Ivna Colombo      | Curitiba Vôlei    | 374    |
| 7    | Fê Garay          | Praia Clube       | 362    |
| 8    | Pri Daroit        | Itambé Minas      | 320    |
| 9    | Ana Cristina      | SESC/Flamengo Rio | 318    |
| 10   | Tifanny           | Sesi/Vôlei Bauru  | 312    |

| Rank | Jogadoras         | Clubes            | Pontos |
| ---- | ----------------- | ----------------- | ------ |
| 1    | Thaísa            | Itambé Minas      | 111    |
| 2    | Mayany            | Osasco            | 109    |
| 3    | Carol             | Praia Clube       | 81     |
| 4    | Lorena Viezel     | São Paulo/Barueri | 71     |
| 5    | Valquíria Dullius | SESC/Flamengo Rio | 70     |
| 6    | Diana             | São Paulo/Barueri | 67     |
| 7    | Bia               | Osasco            | 62     |
| 7    | Adenízia          | Sesi/Vôlei Bauru  | 62     |
| 9    | Jineiry Martínez  | Praia Clube       | 51     |
| 9    | Juciely Barreto   | SESC/Flamengo Rio | 51     |

| \| Rank \| Jogadoras \| Clubes \| Pontos \| \| ---- \| --------------- \| -------------------- \| ------ \| \| 1 \| Polina Rahimova \| Sesi/Vôlei Bauru \| 31 \| \| 2 \| Pri Daroit \| Itambé Minas \| 29 \| \| 3 \| Thaísa \| Itambé Minas \| 28 \| \| 4 \| Claudinha \| Praia Clube \| 26 \| \| 5 \| Carol \| Praia Clube \| 23 \| \| 5 \| Ariane Helena \| Brasília Vôlei \| 23 \| \| 7 \| Roberta Ratzke \| Osasco \| 22 \| \| 8 \| Larissa Gongra \| São José dos Pinhais \| 21 \| \| 8 \| Tandara \| Osasco \| 21 \| \| 10 \| Carla Santos \| São José dos Pinhais \| 20 \| \| 10 \| Dani Lins \| Sesi/Vôlei Bauru \| 20 \| Pontos marcados no saque ace \| Fonte: CBV |                 |                      |        |
| Rank | Jogadoras       | Clubes               | Pontos |
| 1 | Polina Rahimova | Sesi/Vôlei Bauru     | 31     |
| 2 | Pri Daroit      | Itambé Minas         | 29     |
| 3 | Thaísa          | Itambé Minas         | 28     |
| 4 | Claudinha       | Praia Clube          | 26     |
| 5 | Carol           | Praia Clube          | 23     |
| 5 | Ariane Helena   | Brasília Vôlei       | 23     |
| 7 | Roberta Ratzke  | Osasco               | 22     |
| 8 | Larissa Gongra  | São José dos Pinhais | 21     |
| 8 | Tandara         | Osasco               | 21     |
| 10 | Carla Santos    | São José dos Pinhais | 20     |
| 10 | Dani Lins       | Sesi/Vôlei Bauru     | 20     |